# Friedrich Eifler
Friedrich Eifler (* 23. Juni 1893 in Neunkirchen (Saar); † 1. April 1975 ebenda) war ein deutscher Politiker der Kommunistischen Partei Deutschlands (KPD) bzw. der Kommunistischen Partei Saar (KPS). Von 1926 bis 1928 war er Abgeordneter des Landesrates Saar.

## Leben
Eifler, gelernter Schlosser und Maschinist, trat 1920 der KPD bei. Im selben Jahr wurde er in den Stadtrat von Neunkirchen gewählt, dem er bis 1935 angehörte. Zusätzlich wurde er 1926 als sogenannter Nachrücker für den zurückgetretenen Karl Sticher Abgeordneter im Landesrat Saar, der während der Periode der Verwaltung des Saargebiets durch den Völkerbund in Folge des Versailler Vertrages nur beratende Funktionen ausübte.
Bis zur Wiedereingliederung des Saargebietes ins Deutsche Reich 1935 war Eifler Leiter einer KPD-Ortsgruppe in Neunkirchen. Anschließend ging er vorübergehend ins Exil.
Nach seiner Rückkehr nach Neunkirchen war er von 1938 bis 1942 als Baggermeister tätig. 1942 wurde er dienstverpflichtet und war bis zum Ende des Zweiten Weltkrieges 1945 als Mitglied der Organisation Todt als Maschinenmeister in Frankreich eingesetzt.
Nach dem Ende des Krieges wurde Eifler Stadtinspektor in Neunkirchen und gehörte von 1949 bis 1956 der KPS-Fraktion im Kreistag Ottweiler an. 1968 wurde er Mitglied der Deutschen Kommunistischen Partei (DKP).